# Легг, Уильям, 1-й граф Дартмут
Уильям Легг, 1-й граф Дартмут (англ. William Legge, 1st Earl of Dartmouth; 14 октября 1672 — 15 декабря 1750) — британский политик и пэр, поддерживавший вступления на английский престол ганноверского курфюрста Георга I.

## Биография
Родился 14 октября 1672 года. Единственный сын Джорджа Легга, 1-го барона Дартмута (1647—1691), и Барбары Арчболд. Он получил образование в Вестминстерской школе. Позднее он поступил в Королевский колледж в Кембридже, где получил степень магистра в 1689 году .
25 октября 1691 года после смерти своего отца Уильям Легг унаследовал титул 2-го барона Дартмуда.
В 1702 году он был назначен членом Совета по торговле и плантациям, а в 1710 году стал государственным секретарем Южного департамента и совладельцем печати Шотландии.
5 сентября 1711 года Уильяму Леггу был пожалованы титулы виконта Льюишама и графа Дартмута. В 1713 году он обменял свою должность на должность лорда-хранителя печати, которую он занимал до конца 1714 года. После длительного периода ухода от общественной жизни он умер 15 декабря 1750 года.
В политике лорд Дартмуд был сторонником тори, но был готов работать с вигами. Он заслужил уважение лорда-казначея Роберта Харли. Он также пользовался доверием королевы Анны, которая хвалила его как «честного человека». Будучи министром, хотя и далеко не блестящим, он заслужил репутацию компетентного и трудолюбивого человека. В личной жизни его любовь к смеху над собственными шутками привела к тому, что он получил прозвище «Шут».

## Брак и дети
18 июля 1700 года в Эйлсфорде, графство Кент, лорд Дартмут женился на леди Энн Финч (ок. 1680 — 30 ноября 1751), третьей дочери Хенейджа Финч, 1-го графа Эйлсфорда, и Элизабет Бэнкс. У супругов было шестеро детей:
- Джордж Легг, виконт Льюишам (ок. 1704 — 29 августа 1732), отец Уильяма Легга, 2-го графа Дартмута.
- Леди Барбара Легг (1701 — 29 октября 1765), вышла замуж за сэра Уолтера Бэгота, 5-го баронета[6]
- Достопочтенный Хенейдж Легг (1704[7] — 29 августа 1759)
- Леди Энн Легг (1705 — июль 1740), вышла замуж за сэра Листера Холта, 5-го баронета[8].
- Достопочтенный Генри Билсон-Легг (29 мая 1708 — 23 августа 1764), трижды канцлер казначейства в период с 1754 по 1761 год.
- Коммодор достопочтенный Эдвард Легг (1710 — 19 сентября 1747)[9].

Лорду Дартмуту наследовал его внук Уильям Легг, сын его старшего сына Джорджа Легга, виконта Льюишама, который умер молодым в 1732 году.
Семья Дартмут жила в Сэндвелл-холле (после снесения) в Сэндвелл-Вэлли.

## Наследие
В его честь назван город Дартмут в Новой Шотландии, Канада.